# 倫敦靴子1號2號
倫敦靴子1號2號（ロンドンブーツ1号2号，也常簡稱為（Lonboo），亦有中文媒體將其譯為倫敦二人組或賤嘴二人組），是日本搞笑雙人組，隸屬於吉本興業，結成於1993年，2025年6月24日宣布解散。主要於綜藝節目中演出，並且領銜主持包括《麻辣靴頭王》、《男女糾察隊》等在內的節目。雖然二人同姓“田村”，但其實並沒有任何血緣關係。

## 成員
- 田村亮（1972年1月8日 -），又名“倫敦靴子1號”（London boots one），出生於大阪府高槻市。雖然個性較為木訥口才不好，但在二人組剛組成的初期他卻是擔任「找碴」（ツッコミ，Tsukkomi）的角色，靠糾正裝傻者的離題來產生趣味。
- 田村淳（1973年12月4日 -），又名“倫敦靴子2號”（London boots two），出生於山口县下关市彥島，在二人組中他擔任「裝傻」（ボケ，Boke）的角色，是在搞笑組合中，利用講話離題、耍白癡等方式製造笑料者。但由於田村淳是兩人中口才較伶俐的一個，因此在近年的節目中，倫敦靴子已經不太區別找碴與裝傻的角色分配，而由田村淳一人擔當所有的主講工作。除了二人組共同的主持工作外，田村淳也經常單飛參與其他節目的主持，並且參與如NHK大河劇《功名十字路》等連續劇的演出。

## 簡歷
田村亮與田村淳兩人最早是因同樣參加了一個東京的地下搞笑團體而相識，決定組成二人組，初期以在澁谷地區的路邊現場表演，獲得不少路人駐足觀賞的迴響。1994年4月，他們參加了在銀座7丁目劇場舉辦的選秀會並且合格過關，加入了知名的搞笑藝人培育與經紀公司吉本興業旗下，同期一起出道的搞笑團體還包括了DonDokoDon與懲罰二人組（ペナルティ/Penalty）等。
出道之後的倫敦靴子走紅速度異常地快，很迅速地獲得許多搞笑綜藝節目的主持資格，例如談話性的深夜電視節目《麻辣靴頭王》，後來在朝日電視台推出了代表作《男女糾察隊》，是該組合在華語圈最為人所熟悉的代表作。除了主持電視節目外，倫敦靴子也曾以歌唱團體的身份在2000年到2002年間推出過三張單曲唱片，由艾迴音樂（Avex）發行。
隨著《男女糾察隊》在台灣年輕族群的市場成功反應，以及田村淳將自己組的視覺系樂團jealkb宣傳擴展至台灣，倫敦靴子已經是繼小內小南之後，極少數在華文市場擁有一定知名度的日本搞笑團體。
2019年6月，媒體報導多名吉本興業旗下的藝人，參與詐騙集團的尾牙表演，並且收取薪水，意即私接活動工作(「闇營業」（やみえいぎょう）)，其中包括田村亮。吉本興業隨後宣布田村亮將無限期停止活動。
2020年1月，田村亮搭檔的田村淳，在社群網站上宣布設立一間以LONDON BOOTS為名的公司，並且將讓田村亮以這間公司的名義與吉本興業合作。
2020年1月27日，田村淳在個人youtube頻道上宣布，倫敦靴子1號2號將交換，由田村淳擔任1號，田村亮擔任2號。
2020年11月，田村淳與田村亮在田村淳的個人youtube頻道上宣布，將進行「倫敦靴子複數號計畫」，意即未來倫敦靴子將新增新成員，並率先介紹「倫敦靴子3號」(森本英樹)，之後並宣布倫敦靴子1號2號將換回來，亦即1號為田村亮，2號為田村淳。
2023年12月19日，田村淳的個人youtube上宣布，田村亮與吉本興業的特殊契約已結束，田村亮成為無所屬藝人，但倫敦靴子不會解散。

## 出演節目

### 電視節目

#### 現在
- 男女糾察隊（ロンドンハーツ，朝日電視台，在台灣由緯來日本台引進。）
- 花的料理人（嗚呼!花の料理人，讀賣電視台，在台灣由JET日本台引進。）
- 全力以赴！筋太郎（いただきマッスル!，田村亮單獨出演，中京電視台，在台灣由國興衛視引進。）

#### 過去
- 功名十字路（NHK）
- 麻辣靴头王1999~2001（スキヤキ!!ロンドンブーツ大作戦，東京電視台，在台灣由緯來日本台引進。）

## 音樂作品
全部都是單曲CD。由Avex發行。
- 岬（2000/12/6、コンビで主演した連続ドラマ『新宿暴走救急隊』（日本テレビ系）主題歌）
- 声（2001/3/22、花王「ラビナス カラーアピール」 CM曲）
- 勝（2002/2/27、テレビ東京系アニメ『キャプテン翼』エンディングテーマ）
- 田村亮／存在（2002/1/30、『倫敦音楽観Lon-Mu』にて、淳がプロデュース・作詞作曲）
- たむらあつし／もずくん（2002/10/30、『ロンブー龍』より）

## 參看
- 倫敦二人組（消歧義）

## 外部連結
- 田村淳的X（前Twitter）
- 田村淳的Instagram帳戶
- 田村亮的X（前Twitter）
- 田村亮的Instagram帳戶
- YouTube上的ロンブーチャンネル頻道（田村淳によるチャンネル）

1. ↑  . 聯合報. 2019年7月5日  [2024年6月9日]. （原始内容存档于2024年6月9日）.
2. ↑  .   [2024-06-09]. （原始内容存档于2024-06-09）.